# Bodroghalom
Bodroghalom là một thị trấn thuộc hạt Borsod-Abaúj-Zemplén, Hungary. Thị trấn này có diện tích 26,87 km², dân số năm 2010 là 1326 người, mật độ 49 người/km².